# Lesotho
Lesotho, hivatalos nevén a Lesothói Királyság (szotó nyelven: 'Muso oa Lesotho) Dél-Afrikában, a Dél-afrikai Köztársaság területébe ágyazva található enklávé. Egyike annak a három államnak a világon (San Marino és a Vatikán mellett), amelynek teljes területe egy másik ország határain belül fekszik.
Területe nagyjából Magyarországénak harmada, népessége 2 millió fő. Fővárosa és egyben legnépesebb városa a kb. 350 ezer fős Maseru (2020). Az ország 1822 és 1966 között brit koronagyarmat volt Baszutóföld néven. Függetlenségét 1966-ban nyerte el.
Jelentős társadalmi-gazdasági kihívásokkal néz szembe: lakosságának csaknem fele a szegénységi küszöb alatt él, és a HIV/AIDS betegek aránya a második legnagyobb a világon. Jelentős a politikai instabilitás és a korrupció. A szokásgyakorlat és a jog a nők több jogát — tulajdonlás, öröklés, házasság, válás — erősen korlátozza.
Tagja az Egyesült Nemzetek Szervezetének, az El nem kötelezettek mozgalmának, a Nemzetközösségnek, az Afrikai Uniónak és a Dél-afrikai Fejlesztési Közösségnek.

## Nevének eredete
Lesotho neve az ott élő lakosság, a szotók nevéből ered, akik önmagukat basothónak nevezik, durva fordításban annyit tesz: „A sesotó nyelven beszélő emberek földje”.

## Természeti földrajza

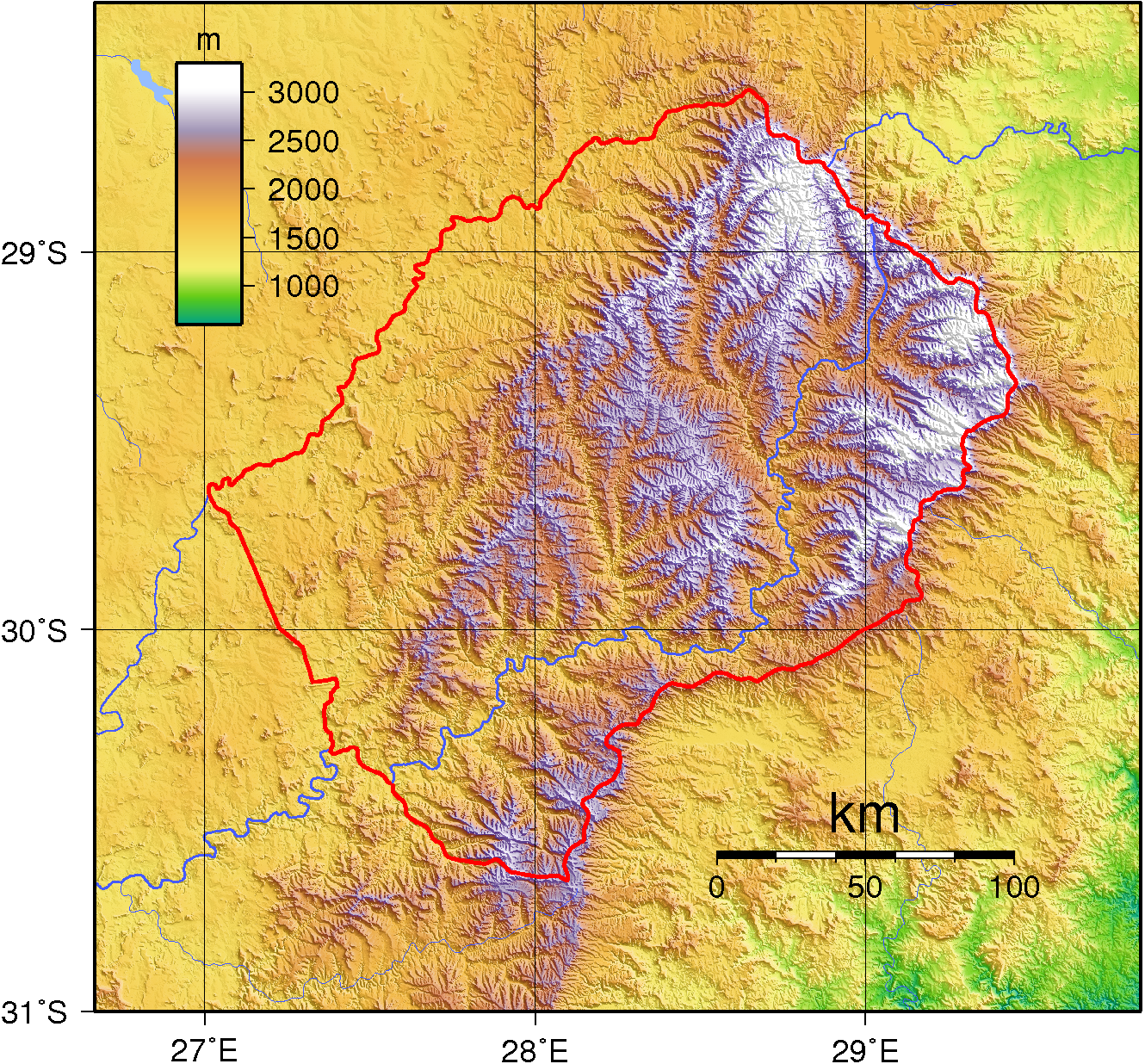
Lesotho domborzati térképe

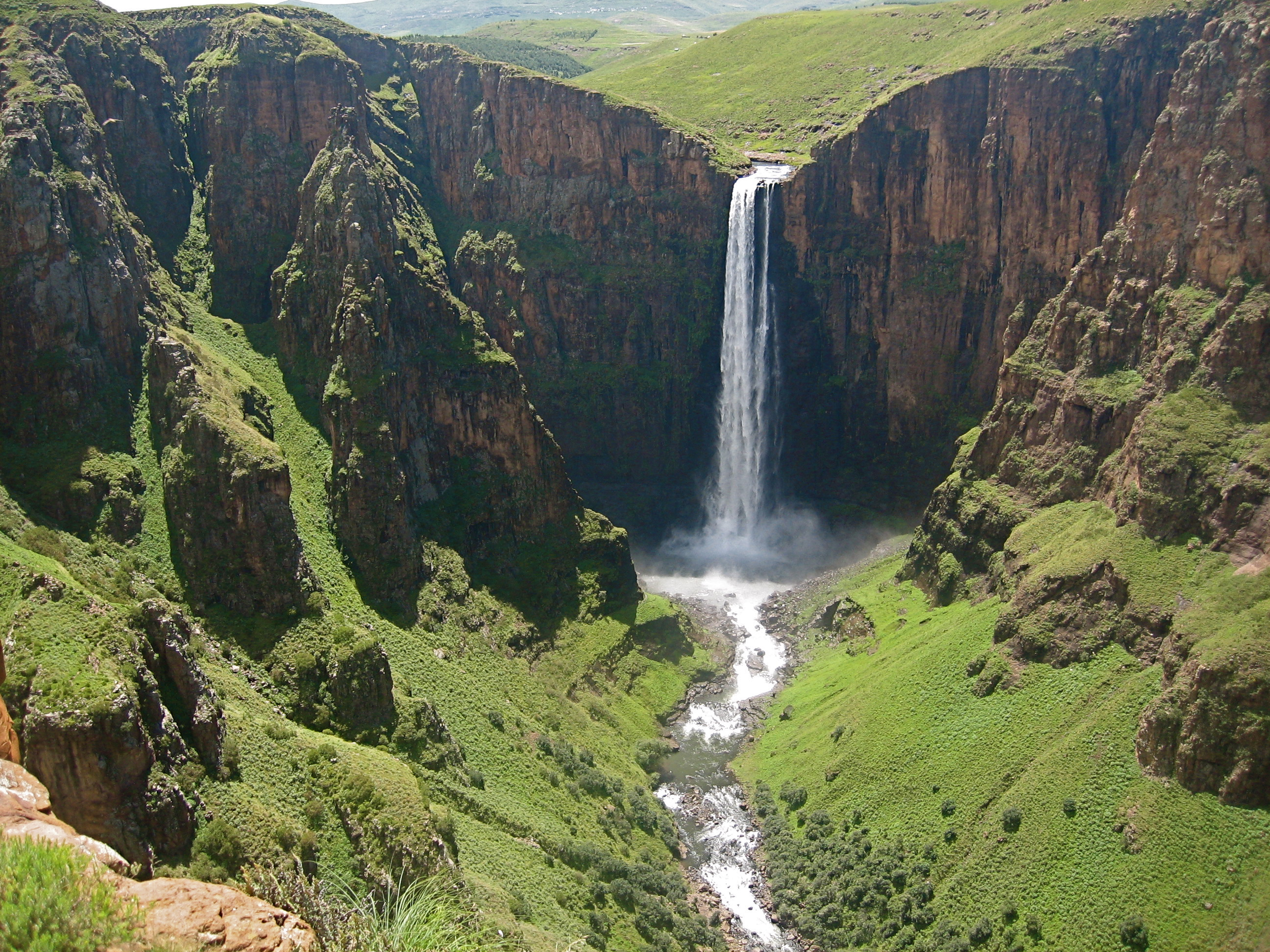
Maletsunyane-vízesés

Lesotho a világ 141. legnagyobb és 144. legnépesebb országa. Népsűrűsége szerint a 138. helyet foglalja el a világ országai között. Területe Magyarország területének mintegy harmada, népessége közel egyötöde.

### Domborzata
Egy fennsíkon fekszik. Területének 80 %-a 1800 m felett van. Keleten a 2000–3000 m magasságú Sárkány-hegység határolja, míg nyugaton kb. 1400 m-re csökken a magasság, ami Lesothót a világ legmagasabban fekvő országává teszi. A legmagasabb hegy a 3482 m magas Thabana Ntlenyana.
Az 1980-as évek közepén Lesothóban indították be Afrika legnagyobb beruházását, a Lesothói Magasföldi Vízlétesítményt (Lesotho Highland Water Project). A teljesen kopár Maluti-hegységben, a Sárkány-hegység határán a nagy völgyeket gátakkal elzárják, a vizet pedig alagutakon keresztül visszavezetik északra Transvaalba, a Vaal folyóba. Nyáron ezzel a vízzel öntöznek; a Dél-afrikai Köztársaság fizet érte, s a víz közben energiát is termel a basothóknak.
Az országnak 909 km hosszú határa van. Az ország enklávé, vagyis a Dél-Afrikai Köztársaság teljesen körbeveszi. Egyúttal ez a világ legdélibb, tengerparttal nem rendelkező országa.
Koordinátái: déli szélesség 28,5-30,5°; keleti hosszúság 27,0-29,5°.

## Éghajlata
A nagy magasság miatt hőmérséklete alacsonyabb szomszédaiénál. A napi és az évszakos hőingás is nagy (-15 °C – +35 °C). Az átlagos évi középhőmérséklet a fővárosban 15 °C. A nyár novembertől márciusig tart. Nyaranta a fővárosban, Maseruban és környékén a hőmérséklet napi csúcsai gyakran elérik a 30 °C-ot. A hegyekben gyakran fagy. Telente az alacsonyabb vidékeken a -7 °C gyakori, a magasabb részeken a -18 °C is előfordul. A felföldön májustól szeptemberig gyakran havazik, a legmagasabb hegyeken ez az év bármely hónapjában előfordulhat. A legtöbb csapadék — tájanként változóan 650–2000 mm — a nyári zivatarokból esik.

## Élővilága, természetvédelme

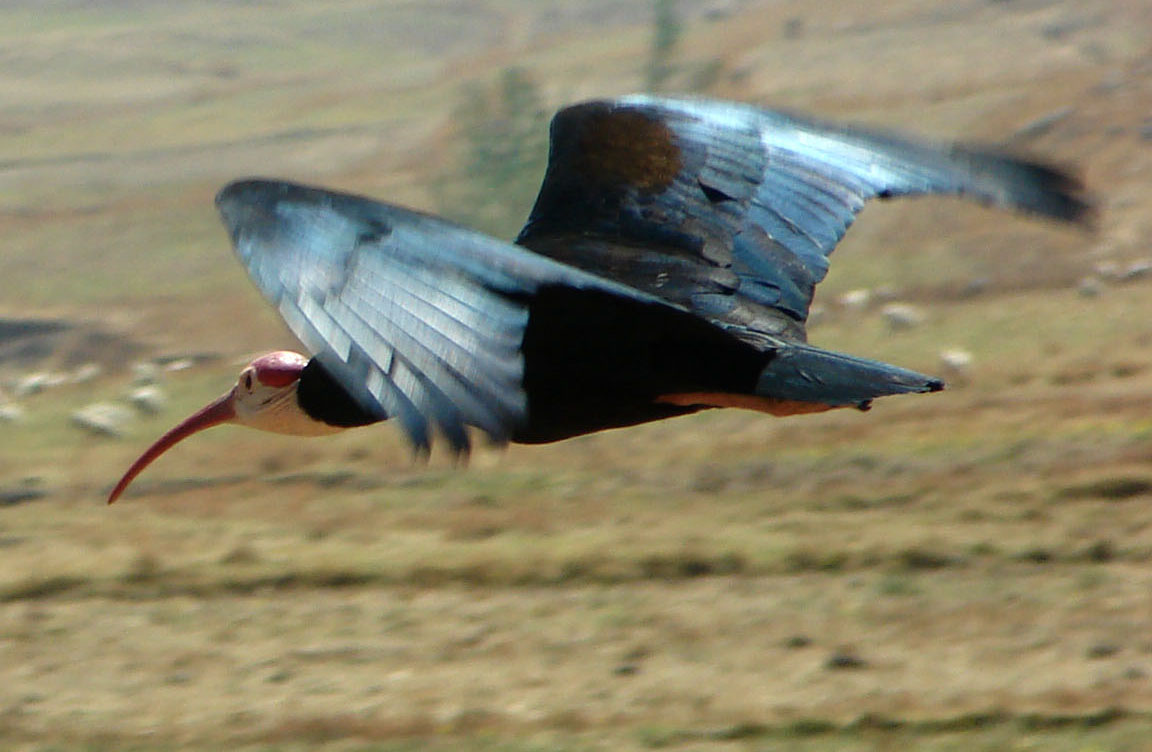
Geronticus calvus

### Nemzeti parkjai
Egyetlen nemzeti parkja van, a Sehlabathebe Nemzeti Park. Elhagyott, nehezen járható, aránylag érintetlen hegyvidék.

## Történelme
A „Dél-Afrika Svájcaként” emlegetett ország területét a 19. század elejéig főleg busmanok lakták.
A zulu uralkodó hadjáratai után, 1818-tól a lakosság egy kis csoportja és a kis bantu törzsek I. Moshoeshoe vezetésével a bászutó néppé egyesültek, akik 1824-ben foglalták el az alacsonyabban fekvő síkságot, majd fokozatosan kiterjesztették uralmukat a hegyvidékre is. A bászutók elkeseredett harcot vívtak az előrenyomuló búrok ellen, majd Moshoeshoe abban a reményben, hogy segítséget kap Nagy-Britanniától ellenük, brit védnökséget kért. 1868-ban az ország Basutoföld néven brit protektorátus lett. A brit kormány 1958-ban adott alkotmányt az országnak, az első parlamenti választásokat 1960-ban tartották. 1965-ben belső önkormányzatot és új alkotmányt kapott, majd 1966. október 4-én Lesotho Királyság néven a brit Nemzetközösség független alkotmányos monarchiájává vált. A neve az ott élő lakosságra utal („szotók országa”). Az országban 1968 januárjában vértelen puccsot hajtottak végre, 1990-ben a Katonai Tanács a királyt megfosztotta hatalmától, és a fiát ültette a trónra.
1998-ban a vitatott választási eredmények közzététele után belső zavargások törtek ki, a hadsereg is fellázadt. Ekkor a dél-afrikai és botswanai csapatok – az SADC (South African Development Community) szerződésre hivatkozva – bevonultak, és stabilizálták a helyzetet. Később az alkotmányt megreformálták.
2014-ben a koalíciós kormány vezetői megállapodtak abban, hogy előre hozzák az eredetileg 2017-ben esedékes választásokat annak érdekében, hogy mielőbb véget vessenek a politikai krízisnek az apró dél-afrikai országban. Pontos dátum még nincsen, de a kormány jelezte, hogy az egyeztetések már folynak az előre hozott választás menetrendjéről és pontos részleteiről. Közben a Dél-afrikai Fejlesztési Közösség tagállamainak vezetői felszólították a lesothói vezetést, hogy mielőbb hívják össze a júniusban feloszlatott parlamentet és állítsák helyre az alkotmányos rendet az országban. Az amúgy is zavart helyzetet ismét válságba fordította, hogy a 2017 óta hatalmon levő Thomas Thabanét felesége meggyilkolásával vádolták meg, aki emiatt lemondani kényszerült.

## Államszervezet és közigazgatás

### Alkotmány, államforma
Az ország alkotmányát 1993. április 2-án fogadták el. Lesotho alkotmányos örökletes monarchia. Parlamentje kétkamarás. A választójog korhatára 18 év.
Az alkotmány tiszteletben tartja az emberi jogokat, a sajtó-, a vallás-, gyülekezésszabadságot.

### Törvényhozás, végrehajtás, igazságszolgáltatás
Az alkotmány elfogadása óta Lesothoban 3 választás volt. 1993-ban a Basotho Congress Party (BCP) nyerte a választásokat. 1998. május 23-án a Lesotho Congress for Democracy (LCD). 2002. május 26-án ismét a Basotho Congress Party (BCP).

#### Királyok és régensek
| Név                        | Hivatali ideje                         |
| II. Moshoeshoe             | 1965. április 10. – 1970. február 10.  |
| Leabua Jonathan (államfő)  | 1970. február 10. – 1970. június 5.    |
| Mamohato királynő (Régens) | 1970. június 5. – 1970. december 5.    |
| II. Moshoeshoe             | 1970. december 5. – 1990. november 12. |
| Mamohato királynő (Régens) | 1990. március 10. – 1990. november 12. |
| III. Letsie                | 1990. november 12. – 1995. január 25.  |
| II. Moshoeshoe             | 1995. január 25. – 1996. január 15.    |
| Mamohato királynő (Régens) | 1996. január 15. – 1996. február 7.    |
| III. Letsie                | 1996. február 7. óta                   |

#### Miniszterelnökök
| Név                           | Hivatali ideje                             | Párt                                      |
| Sekhonyana Nehemia Maseribane | 1965. május 6. – 1965. július 7.           | Basotho National Party (BNP)              |
| Leabua Jonathan               | 1965. július 7. – 1986. január 20.         | Basotho National Party (BNP)              |
| Justin Metsing Lekhanya       | 1986. január 24. – 1991. május 2.          | A hadsereg vezetője                       |
| Elias Phisoana Ramaema        | 1991. május 2. – 1993. április 2.          | A hadsereg vezetője                       |
| Ntsu Mokhehle                 | 1993. április 2. – 1994. augusztus 17.     | Basotho Congress Party (BCP)              |
| Hae Phoofolo                  | 1994. augusztus 17. – 1994. szeptember 14. | független                                 |
| Ntsu Mokhehle                 | 1994. szeptember 14. – 1998. május 29.     | BCP, Lesotho Congress for Democracy (LCD) |
| Bethuel Pakalitha Mosisili    | 1998. május 29. – 2012. június 8.          | Lesotho Congress for Democracy (LCD)      |
| Tom Thabane                   | 2012. június 8. – 2015. március 17.        | All Basotho Convention (ABC)              |
| Bethuel Pakalitha Mosisili    | 2015. március 17. – 2017. június 17.       | Lesotho Congress for Democracy (LCD)      |
| Tom Thabane                   | 2017. június 17. – 2020. május 20.         | All Basotho Convention (ABC)              |
| Moeketsi Majoro               | 2020. május 20. – 2022. október 28.        | All Basotho Convention (ABC)              |
| Sam Matekane                  | 2022. október 28. óta                      | Revolution for Prosperity (RFP)           |

### Közigazgatási beosztása
Lesothót 10 körzet alkotja:
1. Berea
2. Butha-Buthe
3. Leribe
4. Mafeteng
5. Maseru
6. Mohales Hoek
7. Mokhotlong
8. Qacha's Nek
9. Quthing
10. Thaba-Tseka

## Gazdasága

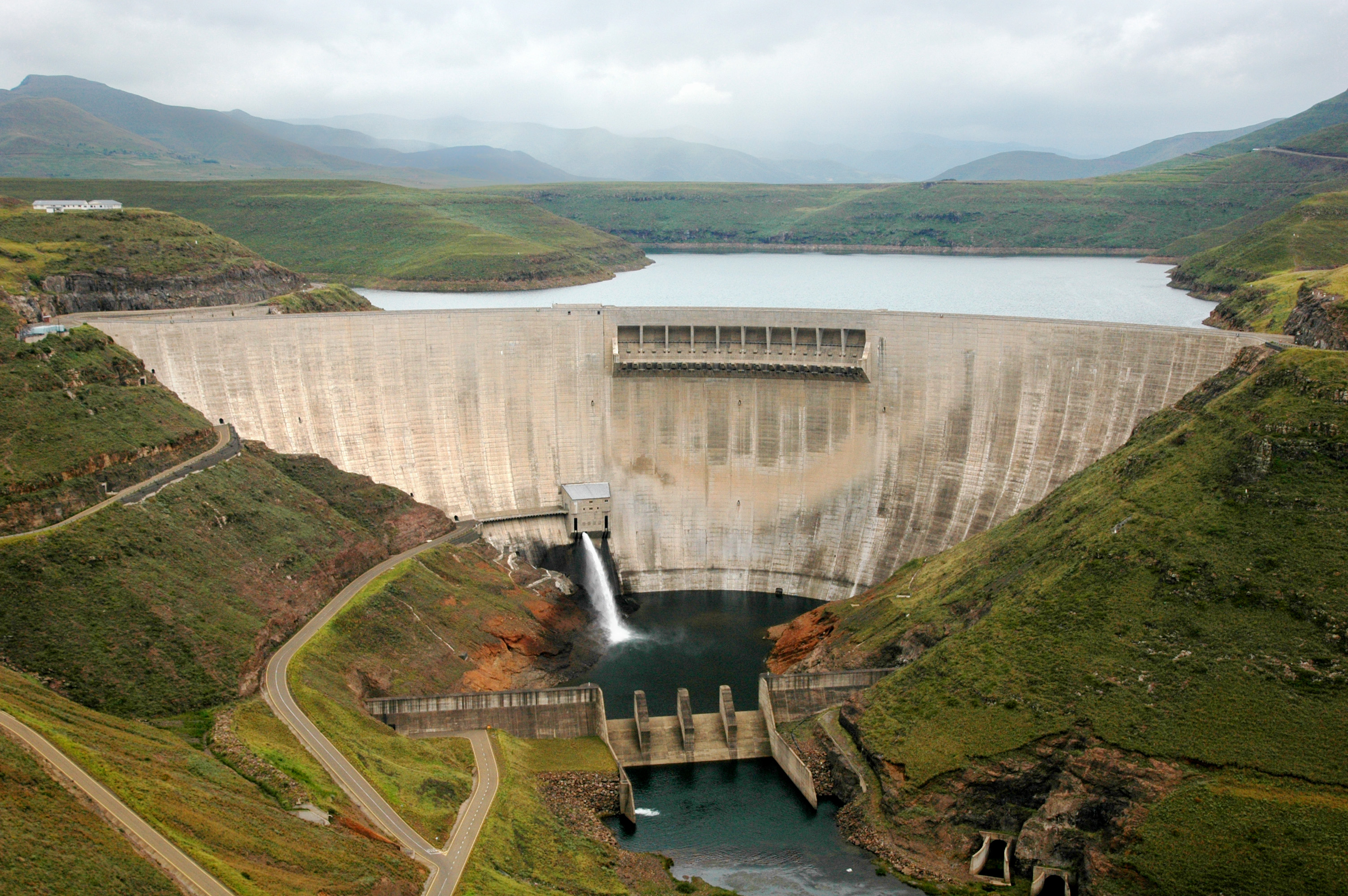
Katse gát

Lesotho a Dél-afrikai Köztársasággal körülvett ország, amellyel emiatt szoros gazdasági kapcsolatok fűzik össze. Gazdasága főleg a mezőgazdaságra épül, főleg az állattartás, a növénytermesztés jellemző, valamint a bányászat és a gyáripar képviselteti még magát. Jelentős mértékben függ az ország gazdasága a külföldön dolgozók hazautalt pénzösszegeitől, illetve a Dél-afrikai Fejlesztési Közösség által biztosított gazdaságfejlesztési pénzektől. A háztartások túlnyomó többsége a háztáji mezőgazdaságon alapszik. A dolgozókat elsődlegesen a főleg női alkalmazottakat foglalkoztató ruhagyártás, a 6-9 hónap időtartamokat ledolgozó férfi külföldi munkások, a bányászat, valamint az állami szektor foglalkoztatja. Az ország nyugati részének alacsonyabban fekvő vidékein alapul az ország mezőgazdasági termelésének jelentős hányada. A népesség több, mint felének bevételeit a feketegazdaság biztosítja, mely mezőgazdasági termények betakarítását, illetve az állattenyésztést jelenti, jellemzően be nem jelentett módon. A lakosság kétharmadának jövedelmét a mezőgazdaság biztosítja. A vásárlóerő-paritáson mért kevesebb, mint 1,25 dollár/nap jövedelmet az 1995-ben mért 48 %-ról 2003-ra 44 %-ra sikerült csökkenteni. Emberi fejlettségi index alapján az ország az alacsony fejlettségű országok közé tartozik és mindössze a 160. helyen áll a vizsgált 180 ország közül. A születéskor várható élettartam mindössze 48,2 év. A felnőttek körében az olvasni tudók aránya 82 %. Az öt évesnél fiatalabb korosztály körében az alacsony testsúllyal rendelkezők aránya 20 %.
Az Amerikai Egyesült Államok kormánya által megszavazott African Growth and Opportunity Act lehetőségeit az egyik leginkább kihasználó ország. A ruházati termékek gyártói közül az Egyesült Államok legnagyobb exportőre a Szaharától délre eső országok közül. A Foot Locker, Gap, Gloria Vanderbilt, JCPenney, Levi Strauss, Saks, Sears, Timberland és a Wal-Mart is az országban gyártja ruházati termékeinek egy részét. 2004 közepén a nőket foglalkoztató ruhaipar létszáma átlépte az 50 000 főt, amely egyúttal meghaladta a kormányzati szektorban dolgozók létszámát is. 2008-ban az exportált termékek értéke 487 millió dollárt ért, amelyek döntő többsége az Egyesült Államokba került. A ruházati szektorban dolgozók létszáma 45 000 fővel csökkent 2011 közepére a nemzetközi gazdasági válság, valamint a ruházati iparon belül folyó piaci verseny hatására. 2011-ben a reuházati ágazat volt a legnagyobb foglalkoztató a versenyszférában. 2007-ben a textilipari dolgozók átlagbére 103 dollár/hónap volt és a hivatalos legalacsonyabb havi fizetés minimum 93 dollár volt az ágazatban. 2008-ban a bruttó nemzeti jövedelem egy főre eső értéke 83 dollár volt havonta. A ruházati ágazat hívta életre a HIV/AIDS elleni küzdelem jegyében az Apparel Lesotho Alliance to Fight AIDS programot. Ez egy ágazati megelőzési program, amely a megelőzésre és a kezelésre fordít pénzt.
Az ország két legfontosabb erőforrása a gyémántbányászat, valamint a vízenergia.

### Gazdasági ágazatai

#### Mezőgazdasága
A hegyi legelőkön a félnomád pásztorkodás a jellemző.
Az ország nagyszámú juh-, kecske- és szarvasmarha-állománnyal rendelkezik.
A szántóföldeken, amelyek mindössze az ország 10-ed részét foglalják el, naturálgazdálkodást folytatnak. Csak élelmiszernövényeket – búzát, cirokkölest, kukoricát, hüvelyeseket és gumósokat – termesztenek.

#### Ipara
Egyetlen jelentős ásványkincse a gyémánt. A Letseng bányából származó gyémántoknak a legmagasabb a világon a karátonkénti átlagára, körülbelül 1500 dollár, ami az iparág 81 dolláros karátonkénti átlagának majdnem hússzorosa.A bánya 30%-ban a lesothói kormány, 70%-ban a Gem Diamonds vállalat tulajdona.
Az ipar rendkívül kezdetleges. Mindössze néhány bőr-, élelmiszer- és textilipari üzem működik.

## Közlekedése
- Matekane kifutópálya

## Népessége

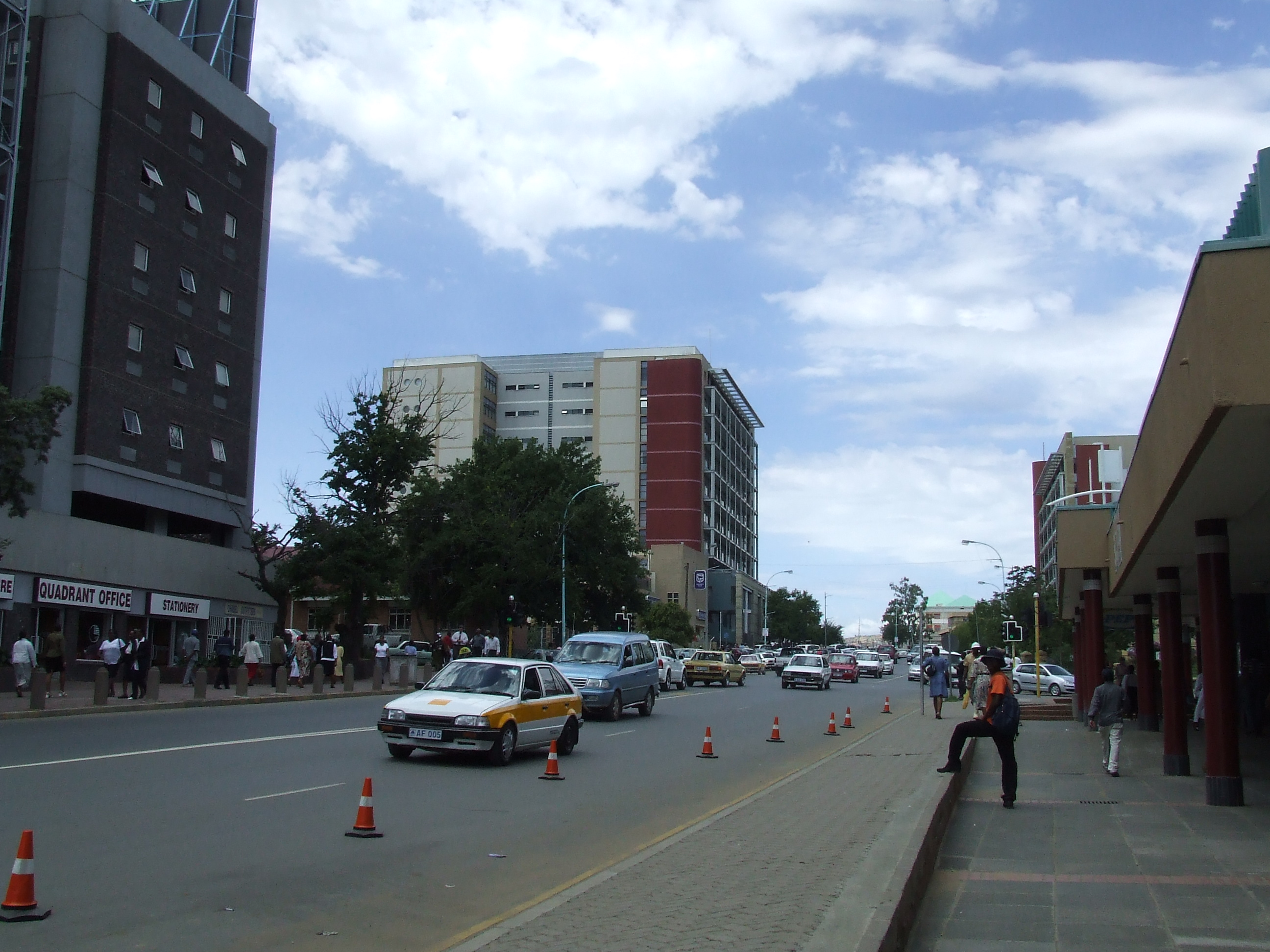
Maseru, a főváros egy útja

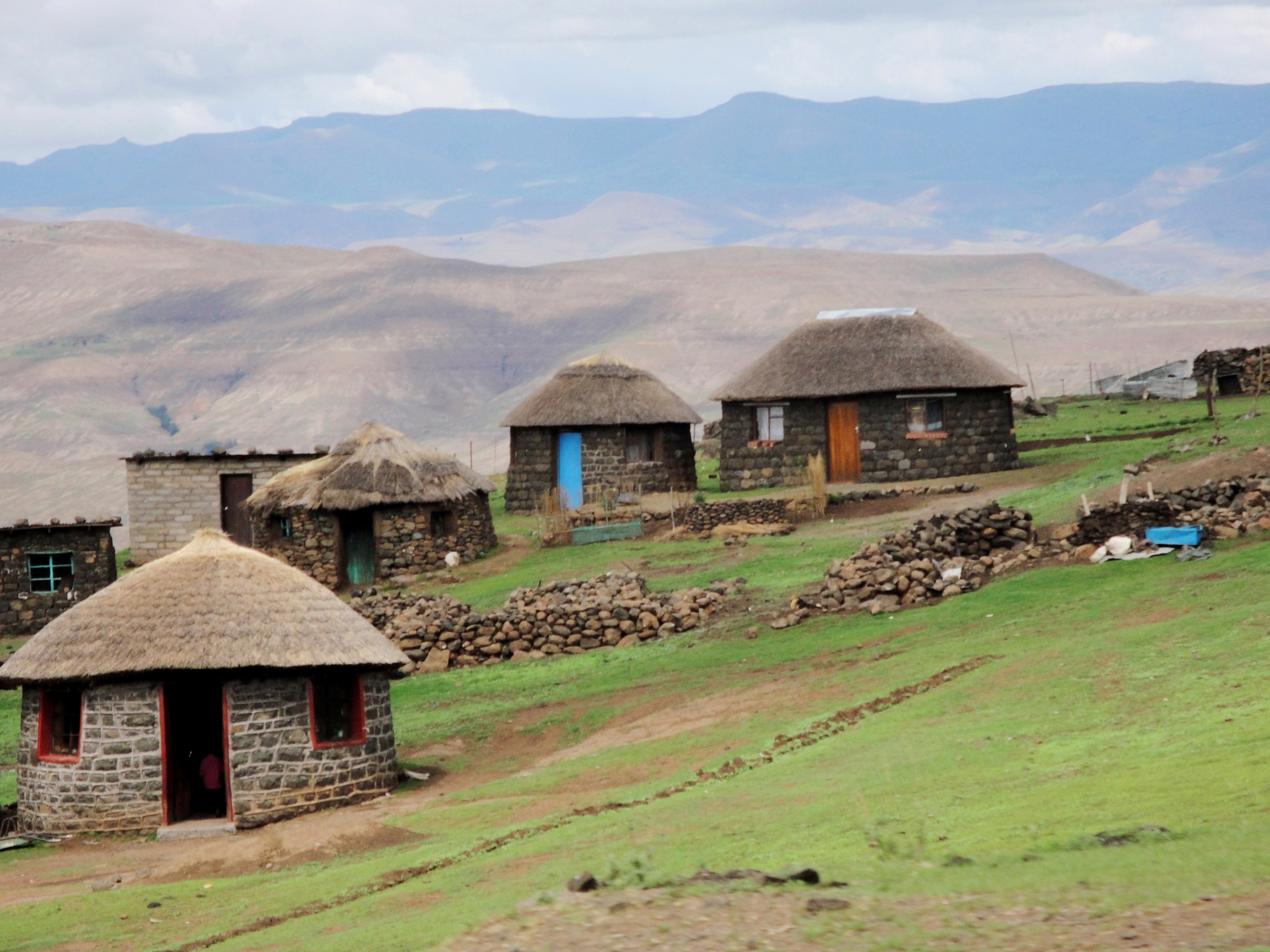
Egy hegyi falu

### Népességének változása
| Lakosok száma | 851 412 | 951 736 | 1 075 281 | 1 241 159 | 1 438 248 | 1 627 900 | 1 801 679 | 1 898 757 | 1 989 873 | 2 233 339 |
|               | 1960    | 1966    | 1972      | 1978      | 1984      | 1991      | 1997      | 2003      | 2009      | 2017      |

### Etnikai, nyelvi, vallási megoszlás
A lakosság 99,7%-át a déli bantukhoz tartozó szotók alkotják. Rajtuk kívül kb. 2000 európai és 1000 indiai él a királyságban.
Kb. 45%-a katolikus, 40%-a protestáns, 8%-a egyéb keresztény, 7%-a ősi vallású.
Nagyjából 23%-uk HIV fertőzött.
A népesség növekedése abbamaradt, az átlagéletkor 33 év. A munkanélküliek aránya nagyon magas: 40%.
Az ország hivatalos nyelve a szotó (szeszotó) és az angol. Egy kis csoport még xhosza és zulu nyelven is beszél. A lakosság többségét nyolcvankét százalékát az ország névadói a déli bantukhoz tartozó szotók teszik ki. Ezen kívül él még itt tizennégy százaléknyi szintén bantu, nguni, fennmaradó négy százalék szintén bantu. Forrás: Afrika Országai II. 2011.

## Kultúrája

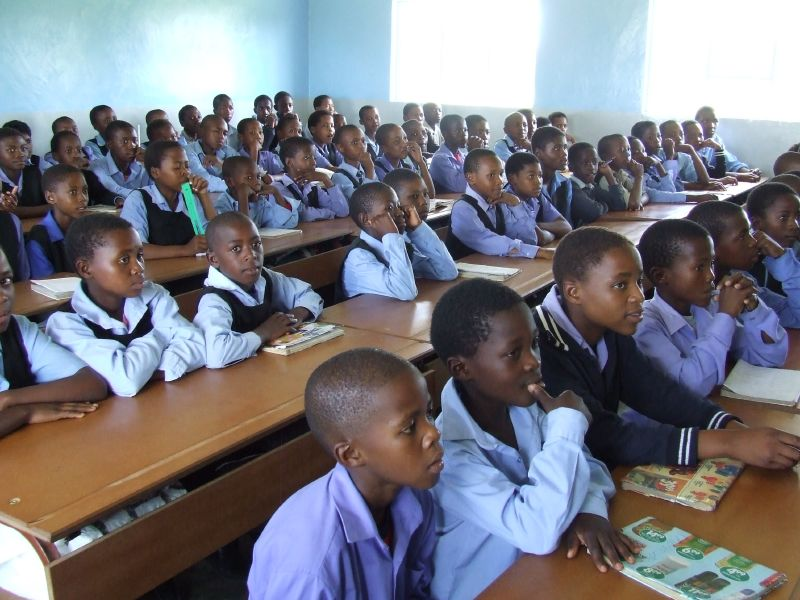
Osztályterem tanulókkal

### Oktatási rendszere
Az országban 2005-ben az analfabéták aránya 36 % volt, ennek 72 %-a férfi és 28 %-a nő.
2000-ben megszűnt a tandíj, azóta ingyen tanulhatnak az elemi iskolában (primary school). A lányok 89 %-a, a fiúk 83 %-a jár elemibe. Magasabb iskolába (secondary school) csak 18–27 % jut el, mivel ez már tandíjas.
Lesotho egyetlen egyeteme a National University of Lesotho — Romában, Maserutól 35 km-re.

### Gasztronómia
A lesothói konyha az afrikai hagyományos ételeket ötvözi az angol kulináris befolyással. Dél-Afrika, mely körbe veszi a kis országot, szintén hatással van az itteni étkezési szokásokra.
A nemzeti étel a likhobe nevű ragu, melynek összetevői a bab, bogyók és cirok, továbbá hús és zöldségek. Fontos alapanyag még a kukorica, abból készül két további jellemző fogás a papa és a motoho nevű kása (ez utóbbihoz még cirok is kerül).
Népszerű fogások továbbá a mártások, amelyek más afrikai országokkal ellentétben nem annyira fűszeresek. Gyakori köretek a cékla és a sárgarépa. A desszertek többnyire angol eredetűek.
Az angolok terjesztették el az országban a sörfőzést. A legnépszerűbb fajta a gyömbérsör.

## Érdekességek
1967-ben itt bányászták a világ egyik legnagyobb gyémántját, amely 601 karátos és "Lesothói Barna" névre keresztelték.

## Média
Az ország legnagyobb állami televíziója a Lesotho Television. Emellett található még egy állami rádió is. 1998 óta 5 magánrádió alakult. A média angol nyelvű és még dél-afrikai rádió és televízió is fogható.

### Egyéb telekommunikációs adatok
| Hívójel prefix | 7P |
| ITU zóna       | 57 |
| CQ zóna        | 38 |

## Ünnepek
- január 1. – Újév napja

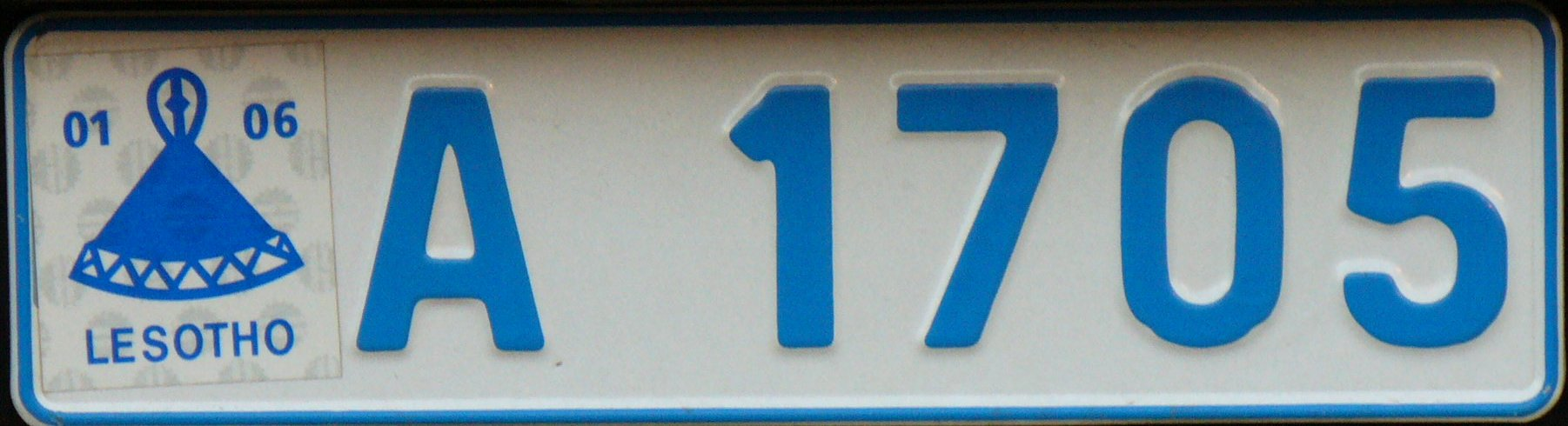
Lesotho-i rendszám

- március 11. – Moshoeshoe-nap (az államalapító király napja)
- március/április – nagypéntek és húsvét
- május 1. – a munka ünnepe
- május 25. – a hősök napja
- július 17. – III. Letsie születésnapja
- október 4. – a függetlenség napja
- december 25-26. – karácsony